# August von Luzenberger
August von Luzenberger, Augusto di Luzenberger (ur. 1861 w Deutsch Goritz, zm. 1918 w Neapolu) – austriacki i włoski lekarz neurolog i psychiatra.
Studiował medycynę na Uniwersytecie Wiedeńskim. Specjalizował się w neurologii i psychiatrii u Meynerta. Od 1887 do 1889 kierował zakładem dla chorych umysłowo w Nocera pod Neapolem. Następnie został docentem prywatnym elektroterapii i neuropatologii na Uniwersytecie w Neapolu. Autor wielu prac w języku niemieckim i włoskim, w tym podręcznika neurologii.
Żonaty z Mariettą Casella z Neapolu. Ich synem był Raul De Luzenberger (1895–1950).

## Wybrane prace
- Dyschromatopsie bei einem hysterischen Manne. Wien, 1886
- Simulation von Krämpfen (1888)
- Tumor des Corpus callosum (1889)
- Psychische und psychopathische Anomalie in ihren Beziehungen zu verschiedenen Neuropathien (1891)
- Über die Zähne der Geisteskranken und Phrenastheniker (1892)
- Hysterismus nach der Charcot’schen Schule (1893)
- Schmerzhafte Anästhesie (1896)
- Mechanismus der sexuellen Perversionen (1897)
- Compendio di clinica terapeutica delle malattie nervose. Napoli, 1912
- Compendio di clinica terapeutica delle malattie nervose. V. Idelson: Napoli, 1920